# 行鼓畫

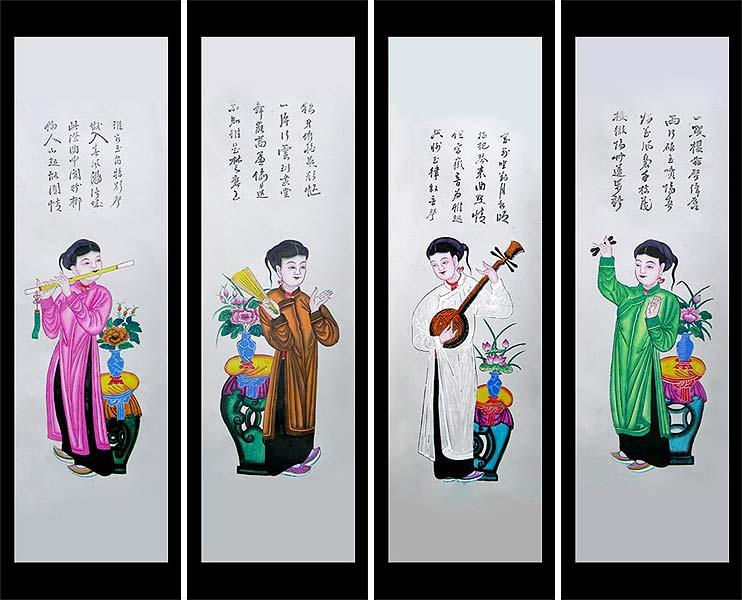
行鼓畫

行鼓畫是越南河内的一种民间画，在17世纪就出现了，越南春节期間艺人经常在行鼓街卖民间画，行鼓画因此而出名，題材主要以祭祀画、春节画和四屏画為主。